# Sint-Lambertuskerk (Reuver)
De Sint-Lambertuskerk is een rooms-katholieke kerk aan de Karel Doormanlaan 2 in Reuver.

## Geschiedenis
Aanvankelijk werden Missen gelezen in de Sint-Lambertuskapel. Deze kapel stortte in 1830 in.
De Sint-Lambertusparochie werd op 1 april 1834 gesticht. De parochie maakte de eerste jaren gebruik van een simpele noodkerk, maar dit gebouw met plaats voor 500 gelovigen bleek na enkele decennia te klein voor de groeiende parochie en verkeerde bovendien in een bouwkundig slechte staat.

### Nieuwe kerk
In 1878-1880 werd de nieuwe kerk gebouwd. Architect Johannes Kayser ontwierp een eenbeukige kerk in neogotische stijl. De bouwkosten bedroegen circa fl. 20.000 en men had in eerste instantie onvoldoende geld in kas om de geplande toren te bouwen. Dankzij giften uit de parochie kon de toren vanaf 1879 toch meegebouwd worden. Op 6 september 1880 werd de kerk door bisschop Paredis ingewijd. Bij het 50-jarig bestaan van de parochie in 1884 werden kruiswegstaties gekocht en werd het plafond van het priesterkoor beschilderd met vier engelen.

### Uitbreiding
Aan het begin van de 20e eeuw was de parochie alweer zo gegroeid dat een nieuwe uitbreiding van de kerk noodzakelijk was. In 1907 werd daarom de westelijke transeptarm afbroken en werd grote beuk met priesterkoor bijgebouwd, in dezelfde stijl als de oude kerk. Deze beuk werd daarna het nieuwe schip van de kerk en het oude schip werd de huidige oostelijke zijbeuk. Op 8 december 1907 werd de nieuwe kerk ingewijd. Bij een zware storm in 1922 werd de kerk zwaar beschadigd. Een groot deel van het dak was losgewaaid en op de zijbeuk terechtgekomen. Gelijktijdig met de restauratie werd de kerk in 1923 verder uitgebreid met de westelijke zijbeuk, die was ontworpen door Jules Kayser, zoon van de oorspronkelijke architect. De kerk werd in deze jaren verfraaid met nieuwe kruiswegstaties en gebrandschilderde ramen, die onder anderen waren gemaakt door de bekende glazenier Joep Nicolas.

### Oorlogsschade
In 1942, tijdens de Tweede Wereldoorlog, werden de kerkklokken door de Duitse bezetter gevorderd en in Duitsland omgesmolten. In de laatste maanden van 1944 werd de kerk bij beschietingen door de geallieerden zwaar beschadigd. De toren werd kapotgeschoten en viel op het schip en de zijbeuk. De kerk werd in 1946-1947 weer gerestaureerd, maar de torenspits werd pas in 1957 herbouwd. Wel had de kerk in 1948 drie nieuwe klokken gekregen dankzij een gift uit de parochie. De huidige torenspits dateert van 1957.

### De Lambertuskerk tegenwoordig
Na de litugische vernieuwingen van het Tweede Vaticaans Concilie werd het interieur van de kerk gewijzigd. De muren en plafonds werden in 1967 wit geschilderd, waarbij de engelen op het plafond verdwenen. De vloer werd ook vernieuwd en het aantal zitplaatsen vergroot. Het Maria-altaar en het Sint-Lambertusaltaar werden gesloopt, het neogotische hoofdaltaar werd aangepast. In de laatste decennia van de 20e eeuw werd de Lambertuskerk beschadigd door een brand en een aardbeving. In 1996-1997 werd het gebouw geheel gerestaureerd.
In zijn huidige vorm is de Sint-Lambertus een driebeukige basilikale kruiskerk in dezelfde Noord-Duitse neogotische stijl als het oorspronkelijke ontwerp uit 1878. De zijbeuken en het middenschip hebben alle drie een zadeldak. De gevels zijn bekroond met trapgevels. De toren naast de westelijke zijbeuk heeft vier geledingen met een ingesnoerde naaldspits.
De Sint-Lambertuskerk wordt tot op heden gebruikt door de Sint-Lambertusparochie. Het kerkgebouw is een rijksmonument.

## Bron
- Beschrijving Rijksdienst voor het Cultureel Erfgoed
- Website parochie - Geschiedenis
- Kerkgebouwen in Limburg - Lambertus Reuver